# Rognac
Rognac è un comune francese di 12 087 abitanti situato nel dipartimento delle Bocche del Rodano della regione della Provenza-Alpi-Costa Azzurra.

## Storia
Le prime tracce di presenza umana sul territorio di Rognac risalgono al III millennio a.C.
Le rive dello Stagno di Berre erano abitate all'epoca da alcune popolazioni sedentarie che praticavano la caccia e la pesca. La pianura e i rilievi rocciosi erano anch'essi popolati da tribù che praticavano soprattutto l'agricoltura e l'allevamento.
Una tribù ligure fondò un villaggio nell'area pianeggiante ed un castrum (accampamento) in un luogo chiamato Castellas (I millennio a.C.).
Con l'insediamento dei Romani, furono costruite numerose ville. Una di esse, Rudinacum, avrebbe dato il nome a Rognac. Nonostante i secoli di declino, il sito di Rognac non è mai stato abbandonato.
Attorno all'anno 1000, vi fu edificato un castello signorile e ai piedi di Castellas si sviluppò un villaggio. Alla metà del XV secolo, le popolazioni di Rognac abbandonarono il luogo per insediarsi nella pianura sottostante e sulle rive dello stagno.

## Società

### Evoluzione demografica
Abitanti censiti